# مدرات البول الزئبقية
مدرات البول الزئبقية هي نوع من أنواع مدرات البول  يحتوي على الزئبق، كانت تستخدم قديما على نطاق واسع، ولكن تم استبدالها فيما بعد بمدرات للبول أكثر امانا مثل الثيازيد.

حمض المرساليل

## تاريخ الدواء
لقد وجد أن مركبات الزئبق الغير العضوية مثل كلوريد الزئبق لها تأثير مدر للبول عندما كانت تسخدم لعلاج الزهري ، ويرجع استخدام هذه المواد كأدوية للقرن السادس عشر عقب وباء الزهري الذي ظهر عام 1497 بعد عودة كريستوفر كولومبوس إلى أوروبا.

## طريقة عمل الدواء
تعمل مدرات البول الزئبقية على تقليل إعادة امتصاص الصوديوم في انحناء هنلي، وبالتالي تعمل على ايصال كميات أكبر من الماء إلى الانابيب الملتوية البعيدة.
كان الأطباء القدامي يعتقدون أن بعض الأعراض مثل زيادة افراز اللعاب هي دليل على فعالية الزئبق، والتي هي في حقيقة الامر ليست الا اعراض التسمم بالزئبق.
تم ايقاف استخدام مدرات البول الزئبقية كأدوية في أوائل الستينات من القرن العشرين نظرا لسميتها.

## أمثلة
1. حمض المرساليل
2. ميرالوريد[4]
3. ميركابتوميرين
4. ميركروفلين